# Parapenaeon japonica
Parapenaeon japonica is een pissebed uit de familie Bopyridae. De wetenschappelijke naam van de soort is voor het eerst geldig gepubliceerd in 1910 door Thielemann.